# Huntington Blizzard
Huntington Blizzard var ett amerikanskt professionellt ishockeylag som spelade i den amerikanska ishockeyligan East Coast Hockey League mellan 1993 och 2000, när det upplöstes. Tre år senare uppstod laget på nytt i ECHL med namnet Texas Wildcatters och spelade då sina hemmamatcher i Ford Arena i Beaumont i Texas. Det varade dock till 2008 när laget flyttades till Ontario i Kalifornien och blev Ontario Reign. 2015 gjorde städerna Ontario och Manchester i New Hampshire en rockad med varandra, Reign flyttades till Manchester och blev nya Manchester Monarchs i ECHL medan Manchester flyttade sitt AHL-lag med samma namn som ECHL-laget till Ontario för att vara det nya Ontario Reign och spela i AHL. De spelade sina hemmamatcher i Huntington Civic Arena i Huntington i West Virginia och samarbetade med Anaheim Mighty Ducks i National Hockey League (NHL). Blizzard vann aldrig ECHL:s slutspel (Riley/Kelly Cup).
Laget hade spelare som Jared Bednar och Todd Brost som spelade för dem.